# Dmitri Jerjomenko
Dmitri Jerjomenko (kasachisch Дмитрий Ерёменко, * 29. November 1980 in Schtschutschinsk) ist ein ehemaliger kasachischer Skilangläufer.

## Werdegang
Jerjomenko, der für den ZSKA Almaty startete, trat international erstmals bei den Winter-Asienspielen 2003 in der Präfektur Aomori in Erscheinung. Dort gewann er jeweils die Bronzemedaille über 10 km klassisch und 30 km Freistil und die Silbermedaille mit der Staffel. Seine besten Platzierungen bei den nordischen Skiweltmeisterschaften 2003 im Val di Fiemme waren der 28. Platz über 15 km klassisch und der 13. Rang mit der Staffel. In der Saison 2003/04 holte er, nachdem er in Düsseldorf erstmals im Weltcup startete und dabei den 64. Platz im Sprint belegte, in Davos mit dem 24. Platz über 15 km klassisch seine ersten Weltcuppunkte und erreichte damit seine beste Einzelplatzierung im Weltcup. In der folgenden Saison lief er bei der Winter-Universiade 2005 in Seefeld in Tirol auf den 37. Platz im Sprint, auf den 19. Rang im 30-km-Massenstartrennen und auf den 12. Platz über 10 km Freistil und bei den nordischen Skiweltmeisterschaften 2005 in Oberstdorf auf den 49. Platz über 15 km Freistil, auf den 37. Rang im Skiathlon und auf den zehnten Platz mit der Staffel. In der Saison 2005/06 absolvierte er in Davos sein letztes Weltcuprennen und kam dabei mit dem 28. Platz über 15 km klassisch nochmals in die Punkteränge. Beim Saisonhöhepunkt, den Olympischen Winterspielen 2006 in Turin, belegte er den 44. Platz im Skiathlon, den 30. Rang über 15 km klassisch und zusammen mit Andrei Golowko, Maxim Odnodworzew und Jewgeni Koschewoi den 13. Platz in der Staffel.

## Teilnahmen an Weltmeisterschaften und Olympischen Winterspielen

### Olympische Winterspiele
- 2006 Turin: 13. Platz Staffel, 30. Platz 15 km klassisch, 44. Platz 30 km Skiathlon

### Nordische Skiweltmeisterschaften
- 2003 Val di Fiemme: 13. Platz Staffel, 28. Platz 15 km klassisch, 35. Platz 30 km klassisch Massenstart, 50. Platz 20 km Skiathlon
- 2005 Oberstdorf: 10. Platz Staffel, 37. Platz 30 km Skiathlon, 49. Platz 15 km Freistil